# XXXIII Festival Internacional de la Canción de Viña del Mar
El XXXIII Festival de la Canción de Viña del Mar o simplemente Viña '92, se realizó del 12 al 17 de febrero de 1992 en el anfiteatro de la Quinta Vergara, en Viña del Mar, Chile. Fue transmitido por Televisión Nacional de Chile y animado por Antonio Vodanovic y Paulina Nin de Cardona

## Desarrollo

### Día 1 (miércoles 12)
- Ballet de TVN
- Bafochi
- Richard Marx
- Paulo Iglesias (humor)
- Tito Fernández
- Magneto
- Banda Blanca

### Día 2 (jueves 13)
- Loco Mía
- Bafochi
- The Sacados
- Florcita Motuda
- Ballet de TVN
- Lucho Navarro (humor)
- Richard Marx

### Día 3 (viernes 14)
- Ballet de TVN
- Banda Blanca
- Bafochi
- Enzo Corsi (humor)
- Germán Casas
- Fernando Allende
- Ana Gabriel

### Día 4 (sábado 15)
- Ballet de TVN
- Ana Gabriel
- Bafochi
- Platón Humor (humor)
- Juan Antonio Labra
- Sergio Dalma
- Loco Mía

### Día 5 (domingo 16)
- Bafochi
- Ganador del Festival del Huaso de Olmué
- Final Competencia Folclórica
- Mecano
- Illapu
- Premiación Competencia Folclórica
- Ballet de TVN
- Lucero
- Emmanuel

### Día 6 (lunes 17)
- Final Competencia Internacional
- Emmanuel
- Premiación Competencia Internacional
- Lucho Gatica
- Sexual Democracia
- Bafochi
- Ballet de TVN
- Mecano

## Anécdotas
- El grupo Mecano hace su presentación del Tour 92 en Viña del Mar y tras ser la agrupación del momento la canción "Mujer contra mujer" fue la más cantada y esperada en la noche tras haber sido censurada en Chile por la dictadura militar, siendo un éxito radial de igual forma.
- En este festival se produce el rumor del romance del animador Felipe Camiroaga con la cantante Lucero.
- En uno de los programas satélite del festival, Aquí Hotel O'Higgins, la periodista Pamela Jiles le pregunta a Loco Mía sobre su presunta ambigüedad sexual.
- En la piscina del Hotel O'Higgins, una integrante del ballet y la encargada de los coros del grupo hondureño Banda Blanca protagonizan una trifulca que termina con la primera cayendo a la piscina sin saber nadar, en eso un periodista del programa Éxito de Canal 13 intenta salvarla lanzándose a la piscina pero tampoco sabe nadar, en conclusión personal del hotel logra salvar a ambos sin consecuencias.
- En una decisión inédita, el jurado decide clasificar a la final de la competencia internacional las tres canciones chilenas, lo que provoca escándalo en la organización, que a partir del año siguiente decide que Chile competirá con una sola canción, igual que el resto de los países
- La canción que gana la competencia folclórica, "Tejiendo está la Manque" del autor Cécil González, es la primera canción del género que gana en parte con otro idioma, el mapudungún. Sería la única hasta 2008, cuando Perú ganó con una canción en quechua.
- El cantante chileno Florcita Motuda es pifiado por el público en la segunda noche, ya que en este certamen -el segundo en transición democrática- el público aún tenía recuerdo de lo hecho por el artista en el certamen de 1987 cuando sacó de la chaqueta una banda presidencial, y en 1988 su adhesión a la opción NO, contraria al régimen militar.
- En medio del Festival, surge una pelea entre Paulina y Antonio que casi provoca la renuncia de la coanimadora que estaba dispuesta abandonar la Quinta Vergara esperando un vehículo que la llevaría al Hotel. Al final el animador se disculpa con Paulina y logra que ella no abandonara la Quinta.

## Jurado Internacional
- Lucho Gatica (presidente del jurado)
- Sergio Dalma
- Lucero
- Felipe Camiroaga
- Scottie Scott
- Jorge Álvarez
- Claudia di Girolamo
- Fernando Allende
- Roberto Livi
- Ítalo Passalacqua
- Marta Sánchez

## Competencias
Internacional:
- 1.er lugar:  Chile, Parece tan sencillo, de Juan Carlos Duque, interpretada por Fernando Casas.
- 2.° lugar:  Chile, Dame una oportunidad, escrita e interpretada por Pablo Herrera.
- 3.er lugar:  Puerto Rico, Se acabó, interpretada por Ivette Rodríguez.
- Premio a la popularidad: Fernando Ubiergo,  Chile.

Folclórica:
- 1.er lugar: Tejiendo está la manque, de Cecil González, interpretada por Leticia y Cantarauco.[1]

## Transmisión internacional
- Univisión
- Antena 3 (Reposición)
- Telemundo
- Venevisión
- Canal A
- América Satélite/ATV Satélite
- Argentina Televisora Color
- TVB/TVU